# Stichting Hartedroom
Stichting Hartedroom is een Nederlandse ANBI-stichting die fondsen werft voor vernieuwend wetenschappelijk onderzoek naar cardiomyopathie bij kinderen.
De stichting werd opgericht in april 2009 door Arno de Jong en Anne Nouwt, beide vaders van een kind met cardiomyopathie. De Jong en Nouwt ontmoetten elkaar in 2006 op de intensive care-afdeling van het Erasmus MC Sophia Kinderziekenhuis in Rotterdam. 
Stichting Hartedroom heeft meer dan €1,5 miljoen aan wetenschappelijk onderzoek gefinancierd en was een van de belangrijke financiers van de projecten CARS1, CARS2 en het nationale project Double Dose onder leiding van professor Jolanda van der Velden van het VUmc.
Een belangrijke fondsenwervingsactiviteit van de stichting is de Hartedroom Mont Ventoux Challenge, die jaarlijks op de derde donderdag van september wordt georganiseerd.